# Lamorak
Lamorak – bohater legend arturiańskich, jeden z rycerzy Okrągłego Stołu, syn króla Pellinora. Był bratem Parsifala, Aglovala i przyrodnim Tora.
Jeden z najlepszych rycerzy króla Artura, ustępujący tylko Lancelotowi i Tristanowi. Pechowo związał się w romansie z Morgause, czym wzbudził wściekłość jej synów – Gaheris zamordował matkę, a potem razem z Gawainem, Agravainem, oraz Mordredem urządzili zasadzkę na Lamoraka zabijając go.